# Kazimierz Porębski

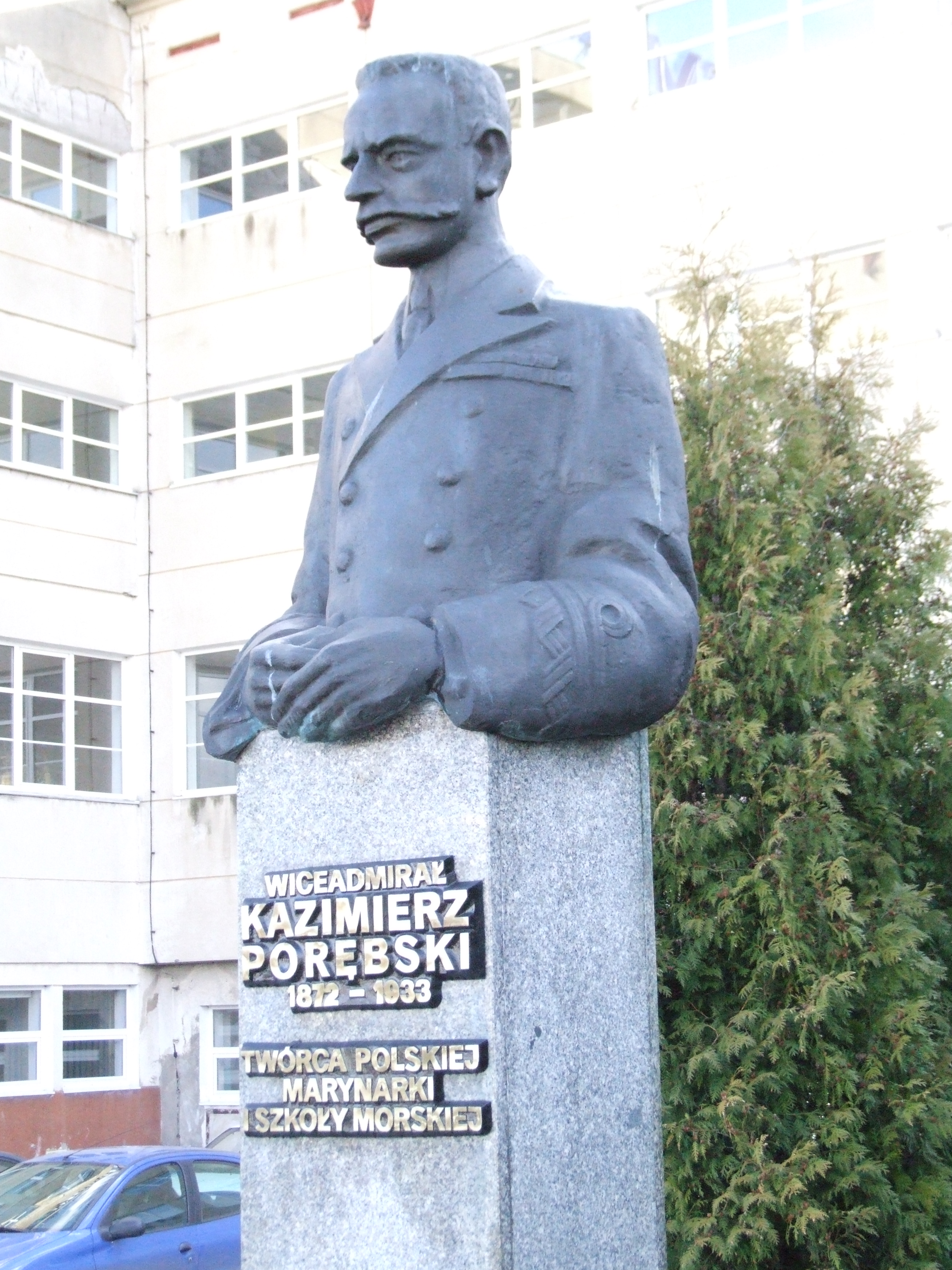
Pomnik wiceadm. Kazimierza Porębskiego

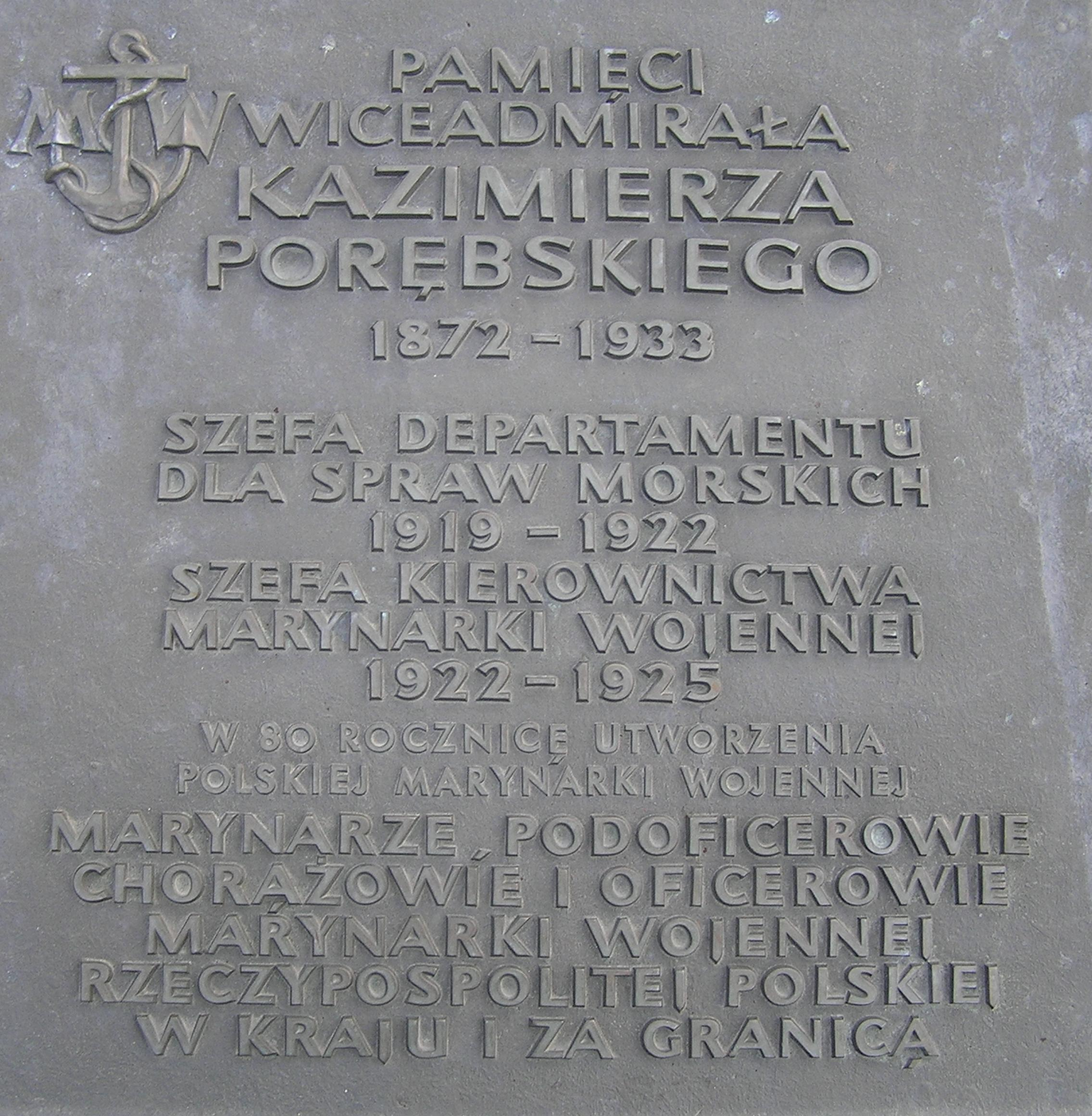
Tablica pamięci wiceadm. Kazimierza Porębskiego na Cmentarzu Marynarki Wojennej w Gdyni

Kazimierz Porębski (ur. 15 listopada 1872 w Wilnie, zm. 20 stycznia 1933 w Warszawie) – polski wojskowy, wiceadmirał i morski oficer pokładowy okrętów nawodnych, dowódca Marynarki Wojennej w latach 1919-1925. Służąc w Imperatorskiej Marynarce Wojennej Rosji uzyskał stopień kontradmirała, był dowódcą m.in. pancerników „Rostisław”, „Impieratrica Marija” i brygady krążowników Floty Czarnomorskiej. Brał udział w wojnie rosyjsko-japońskiej, I wojnie światowej i wojnie polsko-bolszewickiej.
Po utworzeniu Marynarki Wojennej był jej dowódcą na stanowisku szefa Kierownictwa Marynarki Wojennej, zdymisjonowany po wybuchu afery minowej i zastąpiony w tej funkcji przez kmdr. Jerzego Świrskiego w roku 1925.

## Rosyjska Marynarka Wojenna
Kazimierz Włodzimierz Porębski urodził się 15 listopada 1872 w Wilnie. Był synem Adolfa i Marii z Krejbichów. W 1889 ukończył gimnazjum w Wilnie i wstąpił do Morskiego Korpusu Kadetów w Sankt Petersburgu. Po zakończeniu nauki w 1892 został oficerem rosyjskiej Marynarki Wojennej. W latach 1895–1896 był słuchaczem Oficerskiej Szkoły Min i Torped w Kronsztadzie.
Po ukończeniu szkoły oficerskiej pływał na okrętach różnych klas, głównie na Oceanie Arktycznym, Morzu Ochockim i Morzu Japońskim. Od 1895 do 1897 służył na krążowniku „Dmitrij Donskoj”. W 1900 został przydzielony na krążownik „Pamiat´ Azowa”. Od czerwca 1900 służył na krążowniku torpedowym „Lejtienant Iljin” Floty Bałtyckiej, po czym po wyokrętowaniu w październiku 1900 został skierowany do stoczniowej komisji nadzoru budowy krążownika „Nowik” w Stoczni Schichaua w Gdańsku. Po wejściu okrętu do służby, od maja 1901 był na nim oficerem torpedowo-minowym, a od 29 listopada 1903 do stycznia 1904 i ponownie od 17 kwietnia 1904 – starszym oficerem.
We wrześniu 1902 wypłynął z „Nowikiem” na Daleki Wschód i brał na nim udział w wojnie rosyjsko-japońskiej, walczył pod Port Arturem w 1904. Odznaczył się w bitwie na Morzu Żółtym, zdecydowanie opowiadając się za samotnym przedzieraniem się okrętu do Władywostoku. Po samozatopieniu okrętu koło Korsakowa na Sachalinie 7 sierpnia 1904, Porębski z załogą dotarł 10 października 1904 do Władywostoku. Za działania podczas wojny został odznaczony orderami: św. Anny III klasy, św. Stanisława II klasy i św. Jerzego IV klasy oraz złotą szablą za dzielność (ros. „za chrabrost”). Od maja 1905 do stycznia 1906 był dowódcą niszczyciela „Triewożnyj”, podczas budowy tego okrętu we Władywostoku. W tym czasie na krótko służył także jako starszy oficer torpedowo-minowy na krążownikach pancernych „Rossija”, następnie „Gromoboj”, na którym w maju 1906 powrócił na Bałtyk.
We Flocie Bałtyckiej służył początkowo na wyższych stanowiskach sztabowych i w szkolnictwie morskim. W latach 1906–1909 pływał m.in. na pancerniku „Cesariewicz”. Podczas rejsu szkolnego na Morze Śródziemne, w grudniu 1908 roku brał udział w akcji ratowania ofiar trzęsienia ziemi w Mesynie, za co później otrzymał odznaczenia włoskie. W styczniu 1909 Porębski objął pierwsze dowództwo okrętu w linii – krążownika „Admirał Makarow”, którym dowodził do maja 1909. Od kwietnia 1909 do lutego 1913 był dowódcą stawiacza min „Jenisej”, którym pływał na Morzu Bałtyckim i Morzu Północnym. W marcu 1913 został przeniesiony do Sewastopola nad Morze Czarne, gdzie został na krótko (do października) szefem sztabu w dowództwie portu, po czym wyznaczono go dowódcą nowo budowanego pancernika – drednota „Impieratrica Marija”.
Po wybuchu I wojny światowej, Porębski objął 5 sierpnia 1914 dowództwo starego pancernika „Rostisław”, na którym brał udział w ostrzeliwaniu pozycji tureckich i potyczkach z okrętami niemieckimi koło przylądka Sarycz i pod Bosforem. W połowie 1915, po wejściu do czynnej służby pancernika „Impieratrica Marija”, Porębski dalej nim dowodził do marca 1916 roku, kiedy został dowódcą brygady krążowników Floty Czarnomorskiej. Stanowisko to zajmował do października, po czym, po pobycie w rezerwie, 15 marca 1917 został naczelnikiem Ufortyfikowanego Rejonu „Kotka” w Zatoce Fińskiej, dowódcą obrony Zatoki. Następnie 10 kwietnia 1918 został szefem Wydziału Morskiego w sztabie Rady Frontu Północno-Zachodniego. Po rewolucji 1917 działał w polskich organizacjach wojskowych w Petersburgu. 23 sierpnia 1918 został zwolniony ze służby w rosyjskiej Marynarce Wojennej jako obywatel polski. Podczas służby we flocie rosyjskiej spędził na okrętach przynajmniej 6530 dni (ponad 18 lat), nie licząc nieewidencjonowanego czasu na okrętach po rewolucji lutowej.
| Awansował kolejno na stopnie oficerskie:                       | |
| - miczmana – 1892 - lejtnanta – 1897 - starszego lejtnanta – ? | - kapitana II rangi – 1906 (odpowiednik: komandor porucznik) - kapitana I rangi – 1913 (odpowiednik: komandor) - kontradmirała – 1916 |

## Polska Marynarka Wojenna
Od listopada 1918 przebywał w Warszawie, gdzie założył Stowarzyszenie Pracowników na Polu Rozwoju Żeglugi „Bandera Polska”. Przejmował od Niemców urządzenia techniczne na Wiśle. Na początku 1919 został powołany w skład Rady Wojskowej oraz wyznaczony szefem Sekcji Marynarki (od połowy 1919 Departament dla Spraw Morskich) w Ministerstwie Spraw Wojskowych. W 1920 towarzyszył gen. bryg. Józefowi Hallerowi podczas Zaślubin Polski z morzem. W czasie wojny polsko-bolszewickiej dowodził odcinkiem „Zegrze-Dębe” oraz kierował żeglugą wojenną na Wiśle. Na początku 1922 został wyznaczony na stanowisko szefa Kierownictwa Marynarki Wojennej, utworzonego w miejsce Departamentu dla Spraw Morskich. 3 maja 1922 został zweryfikowany w stopniu wiceadmirała ze starszeństwem z dniem 1 czerwca 1919.
W 1920 zainicjował utworzenie polskiej Marynarki Handlowej oraz Szkoły Morskiej. Był autorem programu rozbudowy floty wojennej, wspierał budowę portu w Gdyni oraz spowodował utworzenie Oficerskiej Szkoły Marynarki Wojennej i lotnictwa morskiego w Tczewie. W 1921 pełnił funkcję przewodniczącego Komisji ds. Żeglugi Morskiej. Był prezesem Ligi Morskiej i Rzecznej oraz współzałożycielem Yacht Klubu Polskiego.
Był awansowany kolejno na stopnie oficerskie:
- generała podporucznika marynarki – 1918
- generała porucznika marynarki – 30 stycznia 1921 zatwierdzony z dniem 1 kwietnia 1920 w Korpusie Morskim
- wiceadmirała – 3 maja 1922 zweryfikowany ze starszeństwem z dniem 1 czerwca 1919 i 19. lokatą w korpusie generałów

19 maja 1925 Prezydent RP, Stanisław Wojciechowski zwolnił go ze stanowiska szefa Kierownictwa Marynarki Wojennej, a Minister Spraw Wojskowych, gen. dyw. Władysław Sikorski przeniósł w stan nieczynny. Powodem zwolnienia admirała z zajmowanego stanowiska była tzw. „afera minowa”. W 1926 wszczęto przeciwko niemu postępowanie karne. Z dniem 30 kwietnia 1927 został przeniesiony w stan spoczynku. W 1928 Wojskowy Sąd Okręgowy nr 1 umorzył postępowanie wszczęte w 1926 przez Prokuraturę Wojskową. Zmarł po długiej chorobie 20 stycznia 1933 w Warszawie. Został pochowany na cmentarzu Powązkowskim (kwatera 46-4-12).

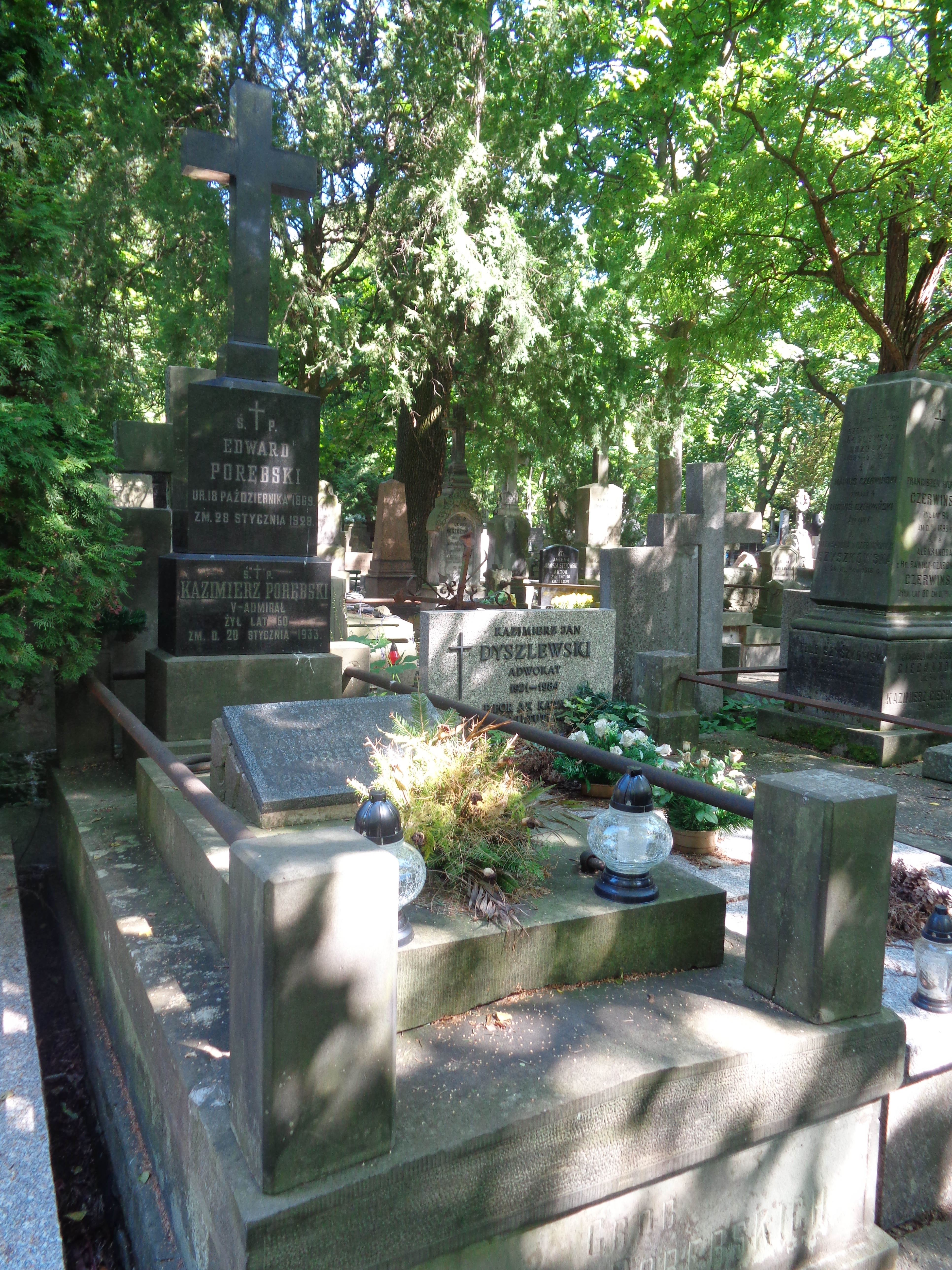
Grób Kazimierza Porębskiego na cmentarzu Powązkowskim

## Upamiętnienie
W 1993 w Gdyni odsłonięto jego pomnik, a od 1994 imieniem „Wiceadmirała Kazimierza Porębskiego” wyróżniona jest 8 Flotylla Obrony Wybrzeża. Imię to nosi również Zespół Szkół nr 11 w Gdyni, Szkoła Podstawowa nr 43 w Bydgoszczy, a także jedna z ulic w Gdyni i Gdańsku. 
Poczta Polska wyemitowała 21 lipca 1980 r. znaczek pocztowy przedstawiający s/s Jan Turlejski o nominale 6,5 złotego. Autorem projektu znaczka był Stefan Małecki. Obok statku na znaczku widniał portret wiceadmirała Kazimierza Porębskiego. Znaczek pozostawał w obiegu do 31 grudnia 1994 r..

## Ordery i odznaczenia
- Krzyż Komandorski Orderu Odrodzenia Polski (2 maja 1923)[12][13][14]
- Krzyż Oficerski Orderu Odrodzenia Polski[15]
- Krzyż Walecznych[15]
- Order św. Jerzego IV klasy (Imperium Rosyjskie, 29 października 1904)[2]
- Order św. Włodzimierza III klasy z mieczami (Imperium Rosyjskie, 6 kwietnia 1914 order, 18 kwietnia 1915 miecze)[6]
- Order św. Włodzimierza IV klasy z kokardą (Imperium Rosyjskie)
- Order św. Anny II klasy (Imperium Rosyjskie)
- Order św. Anny III klasy z mieczami i kokardą (Imperium Rosyjskie, 14 marca 1904)[2]
- Order św. Stanisława II klasy z mieczami (Imperium Rosyjskie, 11 października 1904)[2]
- Order św. Stanisława III klasy (Imperium Rosyjskie)
- Złota szabla „Za Waleczność” (Imperium Rosyjskie, 2 kwietnia 1907)[2]
- Order Orła Czerwonego IV klasy (Królestwo Prus)
- Krzyż Wielki Orderu Gwiazdy Rumunii (Rumunia)[15]
- Wielka Wstęga Orderu Korony Rumunii (Rumunia, zezwolenie 1923)[16]
- Wielki Oficer Orderu Sławy (Tunezja)[17]
- Komandor Orderu Korony Włoch (Włochy) (1909)[15][17][6]
- Komandor Orderu śś. Maurycego i Łazarza (Włochy, 1909)[15][17][6]
- Oficer Orderu Legii Honorowej (Francja)[15][17]
- Order Krzyża Wolności I kategorii II klasy (Estonia)[18]
- Srebrny Medal „Za Akcję Ratunkową w Mesynnie”[17] (1909)[15][17][6]